# نقل قول
واگویه یا نقل‌قول تکرار یک عبارت به عنوان بخشی از دیگری است، به‌خصوص وقتی که عبارت گفتاورد شده مشهور باشد یا به‌صراحت با ارجاع به منبع اصلی بدان نسبت داده شده باشد، و آن را با علامت گفتاورد مشخص می‌کنند (نشان‌گذاری می‌کنند).
لغت‌نامهٔ دهخدا این تعریف را به دست داده‌است: «بازگفتن سخن دیگری. از قول کسی سخنی را نقل و روایت کردن.»
همچنین گفتاورد به معنای تصرف در کلمات یک جمله، ابیات یا قطعاتی از یک اثر (ادبی) است، به‌علاوه تصرف در یک مقام موسیقی یا طرحی هنرمندانه را گویند. به عبارتی دیگر، «بخش‌های قابل‌شناسایی از اثری معروف که در یک اثر نو تعبیه گردد و منشأ آن بازشناخته شود.» گفتاورد با اهداف متفاوتی مانند طنز، انتقاد، تأیید، تکریم یا تقدیس محتوا به کار گرفته می‌شود. منابع گفتاورد می‌تواند از آثار دیگران باشد.

## انواع گفتاورد
گفتاورد به دو گونه تقسیم می‌شود:
- گفتاورد مستقیم: استفاده از عین عبارت شفاهی یا کتبی شخصی دیگر. گفتاورد مستقیم همیشه با علامت گفتاورد (گیومه) انجام می‌شود و گفتاورد مستقیم بدون استفاده از علامت گفتاورد را از مصادیق سرقت ادبی و سرقت علمی محسوب کرده‌اند.
- گفتاورد غیر مستقیم: نقل دیدگاه یک شخص دیگر، با استفاده از عبارت‌هایی غیر از عبارت‌های او یا با استفاده از خلاصه‌سازی